# Élections générales britanniques de 1832
Les élections générales britanniques de 1832 se sont déroulées du 8 décembre 1832 au 8 janvier 1833. Ces élections sont remportées par le Parti Whig.

## Résultats
| Parti | Parti                         | Candidats | Candidats | Candidats     | Candidats | Votes   | Votes |
| Parti | Parti                         | Présentés | Élus      | +/-           | %         | Nombre  | %     |
| ----- | ----------------------------- | --------- | --------- | ------------- | --------- | ------- | ----- |
|       | Parti whig                    | 636       | 441       | 71            | 67,02     | 554 719 | 67,01 |
|       | Parti tory                    | 350       | 175       | 60            | 29,15     | 241 284 | 42,75 |
|       | Association pour l'abrogation | 51        | 42        | 0             | 6,38      | 31 773  | 3,84  |
| Total | Total                         | 1 037     | 658       | en stagnation | 100       | 827 776 | 100   |